# Миливој Матошец
Миливој Матошец (Загреб, 10. август 1929 — Загреб, 30. јун 1982) био је југословенски и хрватски дечји књижевник, новинар и уредник.

## Биографија и стваралаштво
Рођен је 1929. године у Загребу где је похађао Класичну гимназију коју је завршио 1948. године. Завршио је студије права, био је драматург Радио-телевизије Загреб. Написао је бројне приче, романе, радио-игре, сценарије за телевизијске емисије, серије и цртане филмове. Нека његова дела преведена су на руски, мађарски, словеначки и албански. Био је уредник листова и часописа Вјесник, Керемпух, Омладински борац, Хоризонт и других.
Матошецови романи за децу, углавном пустоловне или научно фантастичне тематике, увек напете фабуле, али и са наглашеном етичком поруком, а доживели су велик успех код читатеља и објављени су у више издања. Главни јунаци романа углавном су несташни и интелигентни градски дечаци уплетени у тајанствене и неочекиване заплете. Најуспелији су Тики тражи незнанца (1961), Страх у Улици липа (1968) и Окука на златној ријеци (1973). Написао је и роман о детињству Јосипа Броза (Дјечак са Сутле) у којем је био склон претеривању и идеализацији.
Његове радио драме су уско везане с прозом јер су често биле заметак будућих романа.

## Дела
- Трагом бродског дневника[3]
- Посада[4]
- Сувишан у Свемиру[5]
- Тики тражи незнанца
- Адмиралов оток[6]
- Капетан Торнадо[7]
- Велики скитач[8]
- Путовима господина Фога[9]
- Зашто Мургош плаче[10]
- Догађај у трамвају[11]
- Страх у Улици липа[12]
- Кип и Кап : бонтон за малене[13]
- Дјечак у чамцу[14]
- Окука на златној ријеци[15]
- Дјечак са Сутле[16]
- Три капетана траже благо[17]
- Пустоловина у димњаку[18]
- Случај "Ч"[19]
- Зебре лете на југ[20]
- Несташни Валентин[21]
- Лина - Лена[22]